# Margherita Ancona
Margherita Ancona (Palermo, 3 de setembro de 1881 – Milão, 1966) foi uma professora e ativista do movimento pelo sufrágio feminino italiana. Ela foi secretária e posteriormente presidente do Comitato lombardo pro suffragio (Comitê Lombardo pelo Sufrágio) e membro da filial italiana da Aliança Internacional pelo Sufrágio Feminino (IWSA; atual Aliança Internacional da Mulher). Uma das líderes das campanhas pelo sufrágio feminino da Itália, ela foi a única mulher italiana a servir em sua época na diretoria da IWSA e foi uma delegada na Conferência Interaliada das Mulheres de 1919. 

## Início de vida
Margherita Ancona nasceu em 3 de setembro de 1881 em Palermo, na ilha da Sicília do Reino da Itália. Ela tinha uma irmã gêmea, Luisa, e era filha de Maria e Camilo Ancona. Sua família era de origem judaica. Após frequentar o ginásio estudando clássicos em Messina em 1901, as gêmeas se mudaram para Milão para continuar seus estudos e tornaram-se duas das primeiras mulheres que se formaram na Itália. Sua irmã Luisa foi a segunda mulher a ingressar numa universidade na Itália, atrás de Maria Montessori, e tornou-se oftalmologista.

## Carreira
Ancona tornou-se professora de literatura no Liceu Cesare Beccaria, e foi uma forte defensora do sufrágio feminino, fazendo parte do Comitato Pro-Voto Milanese (Comitê Pró-Voto Milanês). A Lombardia era o centro do início do movimento feminista da Itália pois, após a unificação italiana, as mulheres que anteriormente tinham o direito ao voto sob o comando austríaco do Reino Lombardo-Vêneto perderam a sua emancipação. Em 1906, quando Maria Montessori escreveu uma proclamação em favor do sufrágio feminino, comitês favoráveis ao movimento surgiram em todo o país. Maria Cabrini, Carlotta Clerici, Ersilia Majno, Linda Malnati e Nina Rignano foram alguns dos membros fundadores do Comitê Pró-Voto Milanês, do qual Ancona se tornaria secretária. Ancona também se juntou à Associazone per la donna (Associação para Mulheres) e compareceu à conferência da organização sediada em Roma em outubro de 1917, onde ela apresentou um artigo sobre o estado do sufrágio na Itália.
Ancona acreditava que o voto era essencial para que as mulheres conseguissem reformas sociais e econômicas, e expressou seus pontos de vista na edição de janeiro de 1919 no periódico Attività femminile sociale (Atividade Social Feminina). Em fevereiro de 1919, ela compareceu à Conferência Interaliada das Mulheres sediada em Paris, que foi inaugurada no dia 10, para desenvolver temas femininos para a Conferência de Paz de Paris. Em junho de 1919, ela estava servindo como presidente do Comitê Lombardo pelo Sufrágio e instando os legisladores a aprovar a lei sobre a emancipação das mulheres. Publicando artigos no periódico Voce nuova (Nova Voz), Ancona defendeu um sufrágio liberal, que rejeitava o nacionalismo e o racismo. Quando o jornal começou a publicar artigos de Teresa Labriola, feminista favorável à expansão nacional italiana e à superioridade racial, Ancona deixou de colaborar com a publicação.
Ancona foi a primeira a discursar na Conferência Sufragista sediada em Milão entre 23 e 29 de abril de 1920, que reuniu homens proeminentes de todos os partidos políticos do país para discutir a emancipação feminina. Na oitava conferência da Aliança Internacional pelo Sufrágio Feminino (IWSA; atual Aliança Internacional da Mulher), sediada em Genebra em junho de 1920, Ancona tornou-se a primeira mulher italiana a servir na diretoria da IWSA. Naquele mesmo ano, quando a Federação Internacional das Mulheres Universitárias foi fundada em Londres, ela pressionou para que as italianas criassem uma filial. Os primeiros três encontros da organização foram realizados em Roma, outro em 1922, e em 1923 a primeira assembleia federal da La Federazione Italiana e Laureate Diplomate Istituti Superiori (FILDIS; Federação das Mulheres Graduadas e Diplomadas Italianas) foi realizada e os estatutos foram adotados. O grupo era afiliado do Conselho Nacional das Mulheres Italianas, e trabalhava tanto para promover a profissionalização das mulheres quanto para abrir oportunidades educacionais e de emprego para elas.
Em 1923, Ancona foi eleita para o cargo de vice-presidente da diretoria internacional da IWSA, e foi a única italiana a ocupar cargo tão alto na organização. Sua influência e sua correspondência regular na campanha vigorosa pela emancipação na Itália levaram à escolha de Roma como sede da nona conferência da IWSA. Ancona e Alice Schiavoni Bosio, da Federazione Nazionale Pro-Suffragio Femminile (Federação Nacional a favor do Sufrágio Feminino) em Roma abriram a conferência, com 2 000 mulheres presentes, e deram as boas-vindas a Benito Mussolini, que estava presente. Ancona foi reeleita para a diretoria internacional da IWSA em 1924, ao lado de Germaine Malaterre-Sellier, Františka Plamínková, Adela Schreiber, entre outras. Em 1928, após desentendimentos com Ada Sacchi Simonetta, que havia se tornado presidente da Federazione Nazionale pro Suffragio (Federação Nacional Pró-Sufrágio), Ancona deixou de ter uma participação ativa na luta pelo direito ao voto.

## Morte
Ao longo do ano de 1938, Ancona ensinou latim e grego no Liceu Cesare Beccaria. Sua família foi afetada pelas leis raciais italianas, aprovadas naquele ano pelo regime fascista, e pouco se sabe sobre sua vida pessoal. Ela faleceu em Milão em 1966.